# La Grotte de Blanche-Neige
La Grotte de Blanche-Neige (Snow White Grotto) est une attraction de Disneyland à Anaheim, en Californie qui a été inaugurée le 9 avril 1961. Une deuxième version a ouvert à Tokyo Disneyland du Tokyo Disney Resort au Japon en 1983, et une dernière à Hong Kong Disneyland en 2005. C'est un puits situé à l'est du Château de la Belle au bois dormant à Disneyland et à Hong Kong Disneyland, mais il est à l'ouest du Château de Cendrillon à Tokyo Disneyland. Les visiteurs ont pour tradition de venir y jeter une pièce de monnaie et faire un vœu devant la grotte.

## Description
La Grotte de Blanche-neige est située sur le côté est du Château de la Belle au bois dormant ou sur le côté ouest du Château de Cendrillon. Cette installation comprend une saynète où sont disposées des statuettes en marbre de Carrare de Blanche-Neige, des sept nains et de quelques créatures des bois autour d'une cascade. En face, se trouve un puits à souhaits inspiré par une scène du film Blanche-Neige et les Sept Nains et dans lequel les visiteurs du parc viennent jeter des pièces. Les revenus récupérés sont reversés à des organismes de bienfaisance pour enfants.

## Histoire
Les statues ont été offertes de façon anonyme à Walt Disney. Ce dernier fut déterminé à les exposer dans son parc Disneyland et demanda à l'imagineer John Hench de les intégrer. Les statues de marbre avaient cependant un problème puisque leur créateur avait donné à Blanche-Neige la même taille qu'aux nains. John Hench proposa d'utiliser une illusion optique de perspective forcée pour que les statues puissent paraitre de tailles cohérentes. Il mit Blanche-Neige au sommet de la cascade avec un faon conçu par les équipes Disney. Les nains furent placés en dessous, donnant l'illusion que Blanche Neige était plus loin, et paraisse alors naturellement plus petite. 
Une rumeur sur l'origine des statues dit qu'elles sont "un cadeau de la part d'un sculpteur italien qui bien que n'ayant jamais vu le film, avait un ensemble de savons ayant la forme de la princesse et des nains. Malheureusement, Blanche-Neige était de la même taille que les nains dans le set, c'est pourquoi le sculpteur l'a faite de cette taille". 
La chanson originale "Je souhaite", issue du film Blanche-Neige et les Sept Nains de 1937 a été diffusée dans cette zone. Une version a été ré-enregistrée par Adriana Caselotti et mise en place en 1983, à l'occasion d'une réhabilitation. À cette occasion, les statues originales furent remplacées par des copies et entreposées dans les bureaux de Walt Disney Imagineering.

## Les autres versions
La réhabilitation de la version originale en 1983 permis au parc de Tokyo Disneyland d'obtenir des copies parfaites des statuettes facilita leur intégration au parc. Une correction du problème d'échelle fut envisagé avant d'être finalement annulée par l'Oriental Land Company qui souhaitait reproduire la version exacte de Disneyland.
Hong Kong Disneyland ouvrit sa propre version en même temps que le parc, le 12 septembre 2005.
D'autres parcs Disney comme le Magic Kingdom ou Disneyland Paris ne possèdent pas de répliques des statuettes, mais font référence à Blanche Neige avec un puits à souhait à proximité du château. 